# Med dej i mina armar
Med dej i mina armar är en svensk komedifilm från 1940 i regi av Hasse Ekman. I huvudrollerna ses Edvin Adolphson och Karin Ekelund.

## Handling
Krister Dahl förlorar sitt minne när han får en golfboll i huvudet en dag. Han går senare till en tillställning och möter där sin ex-fru. Han blir omedelbart kär i henne igen, utan att veta vem hon är. Hon vet inte vad hon ska tänka om denna plötsliga förändring i hans beteende. Han är som en ny människa, frågan är bara – vem är han?

## Om filmen
Med filmen Med dej i mina armar regidebuterade Hasse Ekman. Ruth Moberg dubbade Karin Ekelund i sången Med dej i mina armar, där  Hasse Ekman även var textförfattare. Filmen hade premiär den 9 november 1940 på biografen Grand i Stockholm. 
Med dej i mina armar har visats i SVT, bland annat 2001, 2014, 2018, i november 2020 och i april 2025.

## Rollista i urval
- Edvin Adolphson – Krister Dahl, direktör
- Karin Ekelund – Barbro Brandt, hans f.d. fru, operasångerska
- Thor Modéen – Vårby, Kristers betjänt
- Stig Järrel – amanuens Felix Tallgren
- Katie Rolfsen – Hilda, Barbros hembiträde
- Marianne Aminoff – Britt Lambert, en av Kristers dambekanta
- Carl-Gunnar Wingård – advokat
- Anna-Lisa Baude – fru Hulda Svensson
- John Botvid – Alexander Danielsson, taxichaufför
- Leif Amble-Næss – signore Sardini, Barbros sånglärare
- Mimi Pollak – fröken Carlander, kassörska
- Eivor Engelbrektsson – fröken Svensson, telefonist
- Nils Jacobsson – Klas Höglund, kamrer
- Åke Johansson – caddy
- Julia Cæsar – Kristers nya privatsekreterare
- Emil Fjellström – kusk
- Anna-Lisa Ryding – Connie Löfberg, värdinnan för partyt
- Ilse-Nore Tromm – Ester, gäst på partyt
- Sven-Olof Sandberg – gårdssångaren

## Musik i filmen
- Operaparodi, kompositör Gunnar Malmström, sång Ruth Moberg (dubbar Karin Ekelund)
- Med dej i mina armar, kompositör Kai Gullmar, text Hasse Ekman, sång Sven-Olof Sandberg och Ruth Moberg (dubbar Karin Ekelund)
- Du eller ingen, kompositör Kai Gullmar, text Hasse Ekman, instrumental

## DVD
Filmen gavs ut på DVD 2013.